# Jandaíra (Bahía)
Jandaíra es un municipio brasileño del estado de Bahía. Su población estimada en 2004 era de 10.952 habitantes.

## Playas

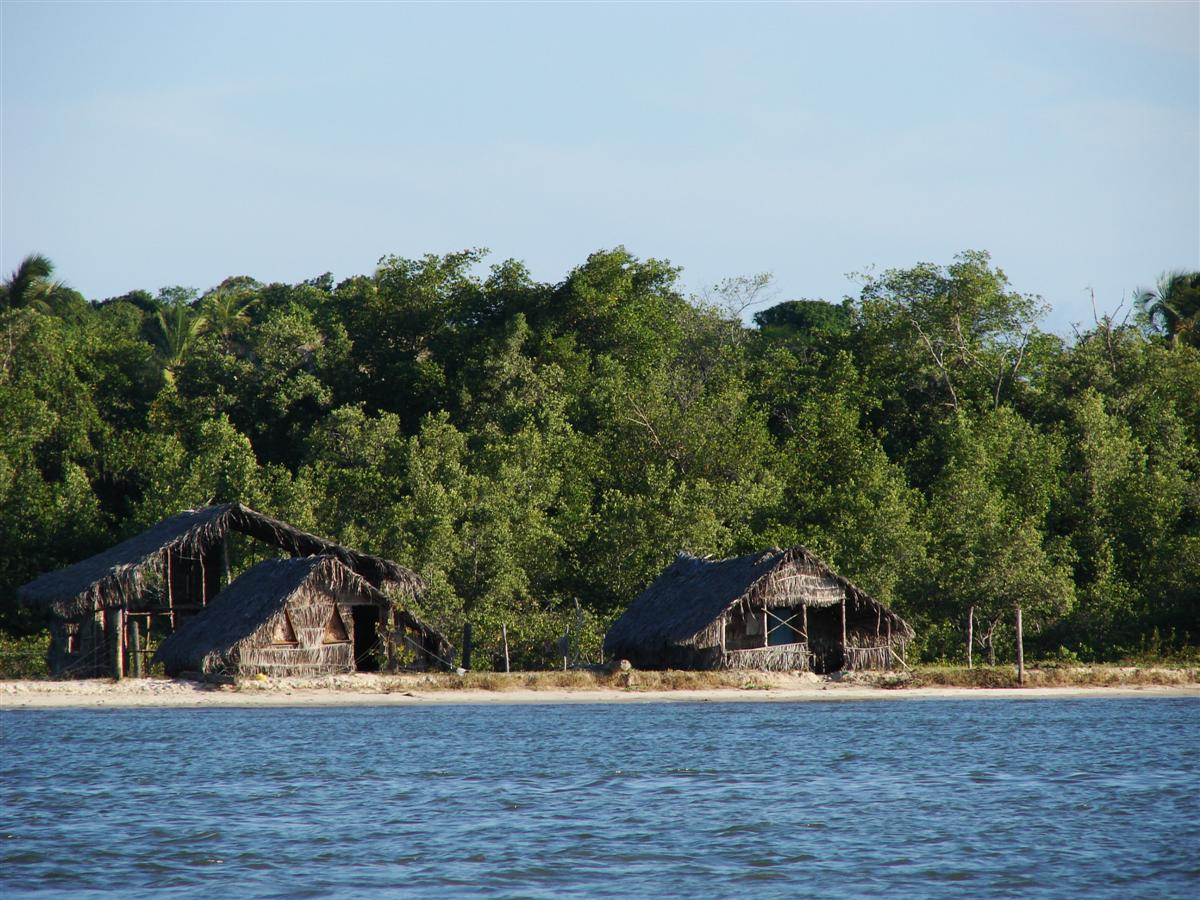
Mangue Seco.

Mangue-Seco es una pequeña villa de pescadores en Jandaíra. Es la última playa en el extremo norte del litoral bahiano, haciendo frontera con el estado de Sergipe (la población no sobrepasa los 200 habitantes). Se localiza sobre el margen del Río Real, en el límite de Bahía con Sergipe, está a 242 km de Salvador a través de la Línea Verde.